# Dario Černeka
Dario Černeka (Rijeka, 7. prosinca 1991.), hrvatski reprezentativni rukometaš
Igrač RK Zameta.
S mladom reprezentacijom 2009. osvojio je zlato na svjetskom prvenstvu.  Hrvatska mlada reprezentacija za taj uspjeh dobila je Nagradu Dražen Petrović.